# Aurelia (Mutter Caesars)
Aurelia († 54 v. Chr.), in der modernen Literatur unter Zusatz des Cognomens ihres Vaters gelegentlich auch Aurelia Cotta genannt, war die Mutter des römischen Diktators Gaius Iulius Caesar.
Aurelia war die Tochter der Rutilia und des Lucius Aurelius Cotta, der 119 v. Chr. das Konsulat bekleidete. Ihr Bruder Lucius erreichte um 95 v. Chr. die Prätur. Aus ihrer Ehe mit Gaius Iulius Caesar, der 92 v. Chr. Prätor war, gingen folgende Kinder hervor: Iulia Maior, Iulia Minor (ca. 101–51 v. Chr.) und Gaius Iulius Caesar (100–44 v. Chr.).
Als Caesar 18 Jahre alt war, befahl der damalige Diktator Sulla, er solle sich von Cornelia, der Tochter seines Gegners Cinna, scheiden lassen. Caesar lehnte dies jedoch ab und brachte sich somit in große Gefahr. Doch Aurelia und ihre einflussreichen Verwandten verteidigten ihn erfolgreich. Nachdem Cornelia 68 v. Chr. gestorben war, übernahm Aurelia die Erziehung ihrer Enkelin Iulia.
Aurelia war es auch, die während des Bona-Dea-Festes 62 v. Chr., das im Haus ihres Sohnes stattfand, den als Frau verkleideten Publius Clodius Pulcher entdeckte. Dieser hatte offensichtlich eine Affäre mit ihrer Schwiegertochter Pompeia Sulla, der zweiten Ehefrau ihres Sohnes. Caesar ließ sich daraufhin von Pompeia scheiden.
Tacitus, ein Historiker und Politiker, hielt sie für eine ideale römische Matrone und nannte sie unter den Müttern, die ihren Kindern beste Bildungschancen boten.